# Rodmarton
Rodmarton – wieś i civil parish w Anglii, w Gloucestershire, w dystrykcie Cotswold. W 2011 roku civil parish liczyła 333 mieszkańców. Rodmarton jest wspomniana w Domesday Book (1086) jako Redmertone.